# HD47612
HD47612 — хімічно пекулярна зоря спектрального класу A2, що має видиму зоряну величину в смузі V приблизно  9,5.
Вона  розташована на відстані близько 1128,6 світлових років від Сонця.

## Пекулярний хімічний вміст
Зоряна атмосфера HD47612 має підвищений вміст 
Cr
.